# Милервил (Минесота)
Милервил (енгл. Millerville) град је у америчкој савезној држави Минесота.

## Демографија
По попису из 2010. године број становника је 106, што је 9 (-7,8%) становника мање него 2000. године.
| Група             | 2000.       | 2010.       |
| Белци             | 112 (97,4%) | 105 (99,1%) |
| Афроамериканци    | 0 (0,0%)    | 0 (0,0%)    |
| Азијати           | 0 (0,0%)    | 0 (0,0%)    |
| Хиспаноамериканци | 0 (0,0%)    | 0 (0,0%)    |
| Укупно            | 115         | 106         |